# Günter Grass
Günter Grass, född 16 oktober 1927 i Danzig, död 13 april 2015 i Lübeck, var en tysk författare och konstnär. Grass anses ha varit en av Tysklands förnämsta nutida författare och tilldelades år 1999 Nobelpriset i litteratur. Ur motiveringen: att i muntert svarta fabler ha tecknat historiens glömda ansikte.

## Biografi

### Familj och härkomst

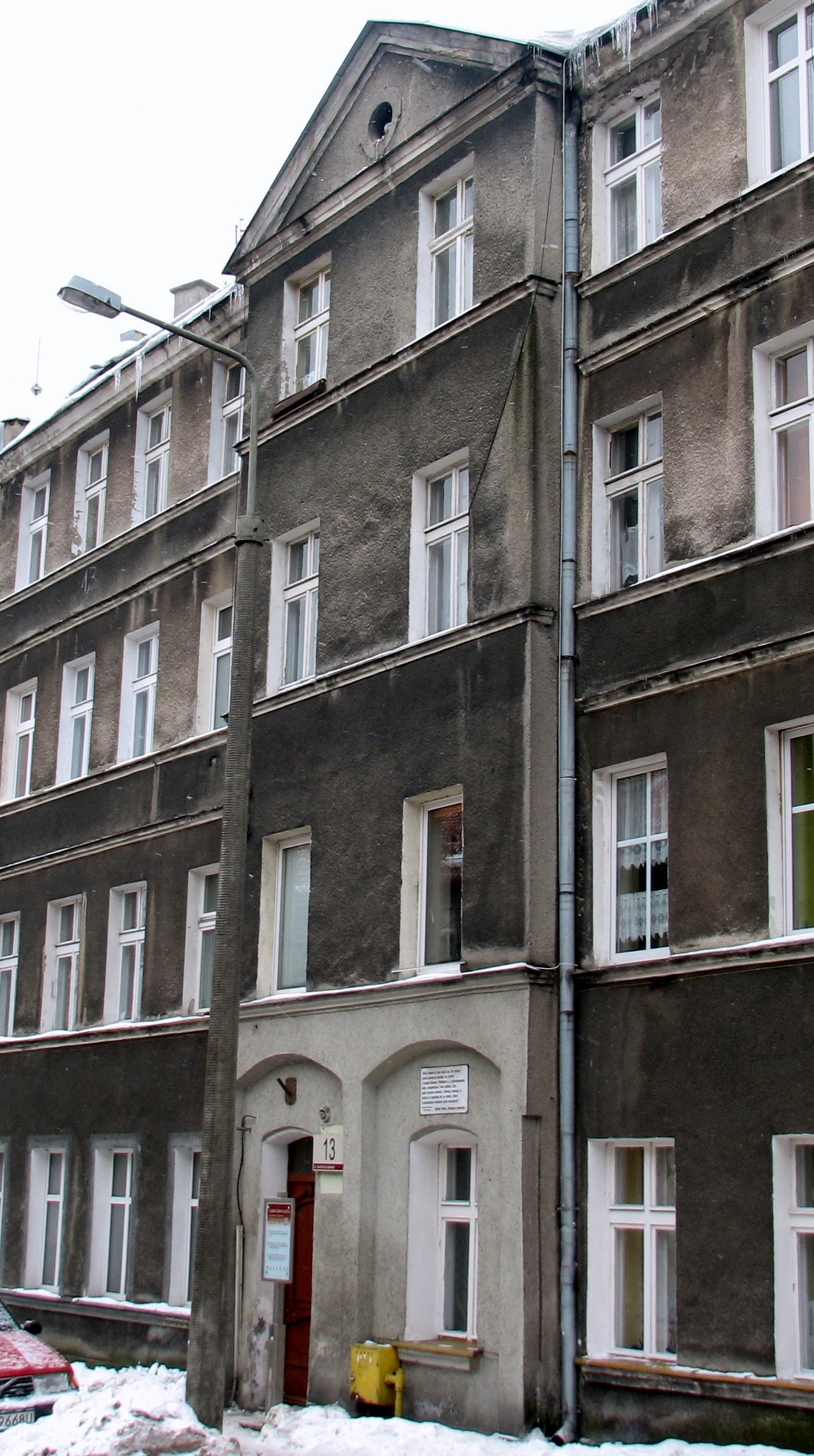
Det hus i Gdańsk som Günter Grass bodde i före andra världskriget.

Günter Grass (som då skrevs Graß) föddes den 16 oktober 1927 i Danzig, där han tillbringade sin barndom under enkla förhållanden. Familjens inkomster kom från en speceriaffär som föräldrarna drev i stadsdelen Langfuhr där de bodde i en liten tvårumslägenhet. Fadern var protestant och modern katolik. Hon hade kasjubisk härstamning. Genom sin katolska moders inflytande blev Günter Grass korgosse. Men han påverkades också av nazismen, även om han enligt egen uppgift inte tyckte om Hitlerjugend.

### Barndom och ungdom
Som 15-åring tog han frivillig värvning i Wehrmacht – enligt egen uppgift för att komma ifrån instängdheten i familjen. Efter att ha varit luftskyddsmedhjälpare och därefter fullgjort sin plikt inom Reichsarbeitsdienst inkallades han den 10 november 1944, vid en ålder av 17 år, till 10:e SS-pansardivisionen Frundsberg i Waffen-SS.
Han sårades den 20 april 1945 och togs tillfånga i Marienbad den 8 maj 1945. Till den 24 april 1946 var han sedan i amerikansk krigsfångenskap. Han erkände vid tillfångatagandet att han tillhörde Waffen-SS. Tidigare hette det alltid i publicerade biografier om Grass att han blivit luftskyddsmedhjälpare 1944 och sedan inkallats som soldat. Först efter utgivningen av självbiografin När man skalar löken (Beim Häuten der Zwiebel) 2006 blev det allmänt känt att Grass tjänstgjort i Waffen-SS.

### Utbildning
Åren 1947 och 1948 gick han i lära hos en bildhuggare i Düsseldorf. Sedan studerande han grafik och skulptur vid Konstakademin i Düsseldorf mellan 1948 och 1952. Han förtjänade sitt uppehälle som dörrvakt vid krogen Csikos i Düsseldorfs Altstadt. Dörrvaktsysslan delade han med den sedermera kände målaren Herbert Zangs. Denne, som liksom Grass varit soldat under kriget, förevigades sedermera som målaren Lanke i romanen Blecktrumman (Die Blechtrommel) 1959. Grass fortsatte sina studier 1953 till 1956 på Konsthögskolan i Berlin, som elev till bildhuggaren Karl Hartung, bodde mellan 1956 och 1960 i Paris och slog sig 1960 ner i Friedenau i Västberlin och stannade där fram till 1972. Under åren 1972 till 1987 bodde Grass i Wewelsfleth i Schleswig-Holstein.
År 1954 gifte han sig med balettstudenten Anna Schwarz. Tiden från början av 1956 till början av 1960, då de bodde i Paris, tillkom manuskriptet till Blecktrumman. Tvillingarna Franz och Raoul föddes i Paris 1957 och efter återkomsten till Berlin 1960 dottern Laura samt 1965 sonen Bruno. Günter Grass och Anna Schwarz skilde sig 1972. Mor till dottern Helene, född 1974, är arktitekten och målaren Veronika Schröter, som Grass sammanlevde med under flera år på 1970-talet. År 1979 föddes Nele Krüger, Grass dotter med Ingrid Krüger. Samma år gifte han sig för andra gången och nu med organisten Ute Grunert, som redan sedan tidigare hade två söner. I självbiografin Die Box medverkar inte bara Grass sex egna barn utan även Ute Grunerts två söner räknas med som ”hans åtta barn”. Mellan augusti 1986 och januari 1987 bodde Grass tillsammans med Grunert i Indien, mestadels i Calcutta.

### Skapande verksamhet och politisk aktivitet
Åren 1956-57 började Grass att skriva, samtidigt som hans ställde ut skulpturer och grafik i Stuttgart och Berlin. Han debuterade som poet 1956 och som dramatiker 1957. Fram till 1958 skrev han främst noveller, dikter och teaterpjäser, men 1959 utkom Grass första roman Blecktrumman och den blev hans genombrott – även internationellt.

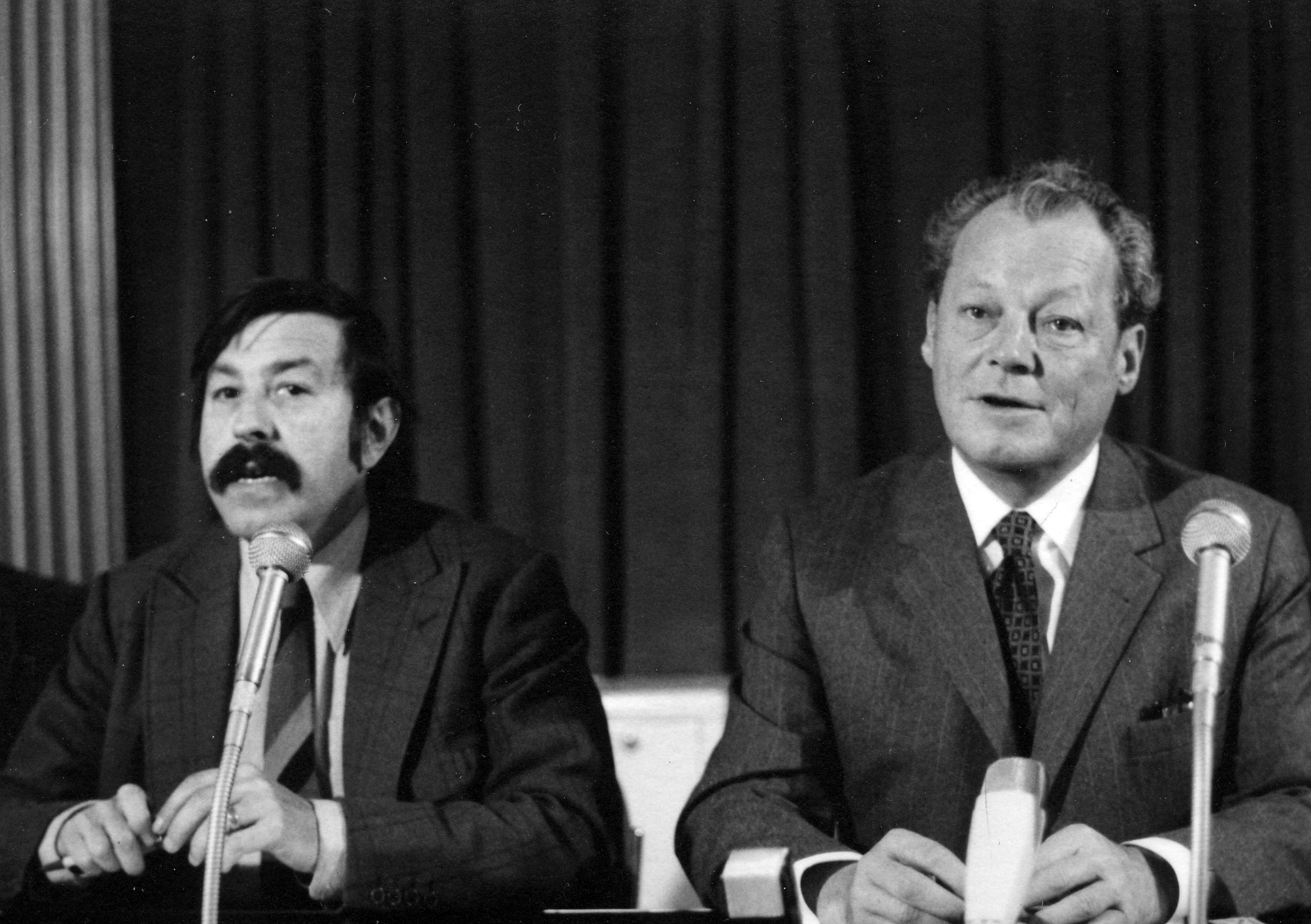
Grass (t.v.) och förbundskansler Willy Brandt under en presskonferens, 1972.

Grass stödde ofta socialdemokraterna i valen och även Willy Brandt, som han lärde känna 1961. Han blev medlem i SPD 1962. Men genom sina åsikter stötte han sig ofta med andra i partiet. Till exempel uttalade han sig 1990 emot återföreningen av de båda tyska staterna och för en konfederation, som skulle ge öst en möjlighet att stärkas ekonomiskt och demokratiskt. 1992 lämnade han åter partiet, men var fortfarande aktiv och framförde socialdemokratiska åsikter. 2005 stödde han ministerpresidenten i Schleswig-Holstein Heide Simonis i hennes valkampanj och pläderade för återinförande av förmögenhetsskatten för välbärgade. 
Ett samarbete med jazzmusikern Günter Sommer som började 1985 resulterade i flera skivor, där Grass läser sina verk till ackompanjemang av Sommers slagverk.

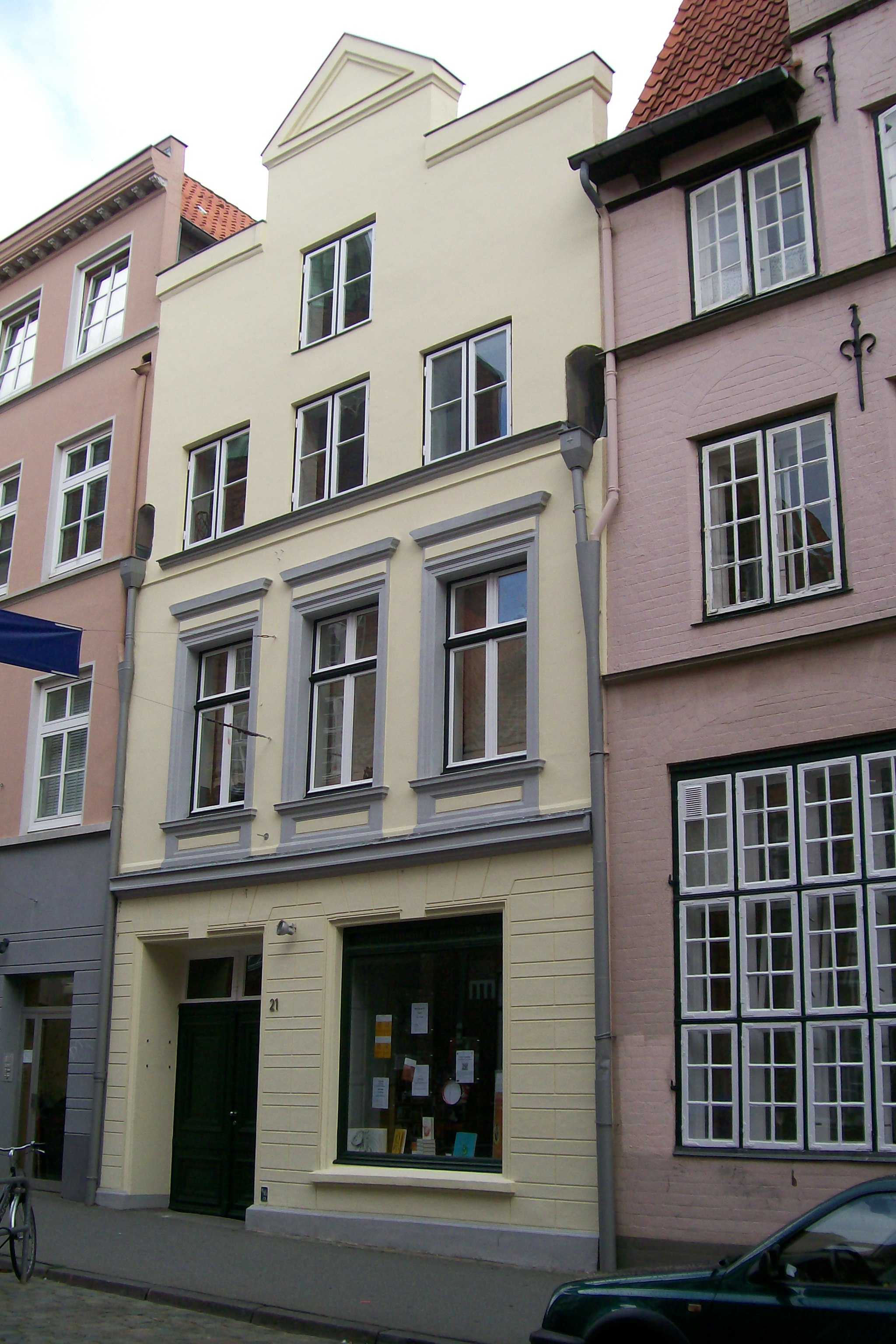
Günter-Grass-Haus i Lübeck.

Grass stödde kampanjen för homosexuellas lika rättigheter i samband med partnerskap och han grundade 1997 Otto-Pankok-Stiftung, en stiftelse som verkar för ökad förståelse för romerna. 1996 undertecknade han ett uttalande som krävde ett omedelbart stopp för stavningsreformen och Grass stavar fortfarande på traditionellt sätt i sina böcker. 1999 fick Grass nobelpriset i litteratur. Han grundade 2005 författarcirkeln Lübeck 05.
Våren 2010 publicerades Stasis akter rörande Günter Grass av Berlinförlaget Christoph Link med titeln Günter Grass im Visier. Dokumentationen kompletteras med presskommentarer och Grass egna. DDR:s statssäkerhetstjänst började intressera sig för Grass 1961, sedan han solidariserat sig med DDR-författaren Uwe Johnson och i ett öppet brev fördömt byggandet av Berlinmuren.
Vid sin död bodde Grass i Behlendorf utanför Lübeck. I hansastaden finns ett Günter-Grass-Haus med samlingar av hans litterära och konstnärliga verk.

## Utgivning

### Att skriva mot glömskan
Grass syfte med sina verk är att skriva mot glömskan. Hans teman är nationalsocialismen respektive handlingar begångna under nazitiden. Också de verk som utspelar sig under efterkrigstiden (exempelvis i Krabbans gång) kretsar kring motiven glömska och skuld. Eller som Svenska Akademien formulerat det: att i muntert svarta fabler ha tecknat historiens glömda ansikte.

### Romaner, noveller och dramatik
Blecktrumman, som kom ut i Tyskland 1959, är skriven med ett mycket bildrikt språk. Den filmades 1979 av Volker Schlöndorff. Boken handlar om den infantila särlingen Oskar Matzerath, som beskriver vuxenvärlden ur sitt ”barnperspektiv” och tack vare blecktrumman kan han också berätta om händelser, där han inte själv varit med, till exempel när hans mor föddes. Grass fick Gruppe 47:s pris 1958 för sina högläsningar ur den ännu inte publicerade romanen. 1960 ville juryn för Bremer Literaturpreis premiera Grass för Blecktrumman, men det förhindrades av Bremens senat. Detta och följande år delades pris över huvud taget inte ut. I Blecktrumman, där verkliga historiska händelser för första gången konfronteras med ett surrealistiskt-groteskt bildspråk, har Grass funnit sin stil. Han blir en av de första tyskspråkiga författarna som beskriver andra världskriget och kasjuberna gör här också sitt intåg i världslitteraturen. 
Nästa bok Katt och råtta (Katz und Maus) (1961) utspelar sig också i andra världskrigets Danzig. Här berättas den unge Joachim Mahlkes historia och boken blev först upphov till en skandal, främst på grund av en onaniscen. Den föranledde Hessens minister för arbete, välfärd och hälsovård att begära att en censurmyndighet, Bundesprüfstelle für jugendgefährdende Medien, skulle förbjuda boken för dess förment osedliga innehåll. Efter allmänna protester, inte minst bland författare, drogs anmälan emellertid tillbaka. Två år senare, 1963, utkom Hundår (Hundejahre) och därmed fullbordades den så kallade Danzigtrilogin.
1966 utkom dramat Plebejerna repeterar upproret (Die Plebejer proben den Aufstand), som blivit Grass mest kända teaterstycke. Det behandlar arbetarupproret i DDR den 17 juni 1953 och de marxistiska intellektuellas roll. Huvudfiguren, chefen, har många drag gemensamma med Bertolt Brecht, men tolkningen att det skulle handla om ett anti-Brecht-drama har Grass alltid protesterat mot. 1968 publicerades boken Briefe über die Grenze, vilken återger brevväxlingen rörande Pragvåren mellan Grass och den tjeckiske författaren Pavel Kohout. 
Romanen Lokalbedövad (Örtlich betäubt) utkom 1969. I boken finns ett persongalleri som får företräda olika delar av Grass (anarkistiska och socialdemokratiska) åsikter om aktuella problem. I USA fick boken fantastiskt bra kritik, medan man i Tyskland var mer återhållsam. Efter att berättelsen Ur en snigels dagbok (Aus dem Tagebuch einer Schnecke), vilken beskriver valrörelsen inför valet till förbundsdagen 1969, utkommit 1972, drog sig Grass tills vidare tillbaka från dagspolitiken.
Med Flundran (Der Butt), 1977, stärkte Grass sitt namn som epiker. Den första meningen ("Ilsebill salzte nach") utsågs 2007 till den tyska litteraturens vackraste inledande mening i en roman. Två år senare, 1979 , utkom Mötet i Telgte (Das Treffen i Telgte). Några barockpoeter möts där år 1647 medan underhandlingarna som leder fram till westfaliska freden pågår. Träffen utvecklas sedan i stora drag precis som mötena med den 300 år senare, av Hans Werner Richter grundade Gruppe 47, brukade göra. Berättelsen är också tillägnad Richter. 
En Asienresa 1980 inspirerade Grass att skriva Tankefoster eller Tyskarna dör ut (Kopfgeburten oder Die Deutschen sterben aus), vilken kom ut samma år. Det är en berättelse som bland annat behandlar samtida politiska händelser. Sex år senare, 1986, utkom prosaverket Råttinnan (Die Rättin), som 1997 också filmades. Den tecknar en apokalyptisk bild av mänsklighetens självmord. I berättelsen Klockgrodans varningsrop (Unkenrufe), 1992, pläderar Grass för försoning mellan tyskarna och deras östliga grannar. 
Grass senaste roman En invecklad historia (Ein weites Feld), 1995, utspelar sig i Berlin under tiden mellan murbygget 1961 och återföreningen 1990 och är ett panorama över tysk historia mellan 1848 års revolution och 1990-talet. Den här häftigt omstridda och starkt politiska boken tillerkändes Hans-Fallada-Preis och redan efter åtta veckor gick den femte upplagan i tryck.
Krabbans gång (Im Krebsgang) utkom 2002 och skildrar flyktingfartyget Wilhelm Gustloffs undergång i andra världskrigets slutskede. Ett år senare kom Letzte Tänze, en samling övervägande erotiskt präglade dikter och teckningar. 
När man skalar lök (Beim Häuten der Zwiebel) är en självbiografi och kom ut 2006. Här berättar Grass för första gången att han som 17-åring gick in i Waffen-SS. Detta blev känt före boken kom ut, eftersom Grass berättade om det i en intervju i Frankfurter Allgemeine Zeitung.

### Lyrik
Förutom de ofta framgångsrika romanerna har Grass också givit ut mindre populära diktsamlingar med egna illustrationer. Han har deklarerat att han innerst inne främst är lyriker. Han anser att poesin är den klaraste och tydligaste formen, där han bäst kan ställa sig själv i fråga och bedöma sig själv. Han inledde sin litterära karriär våren 1955, då han sände in dikter till en lyriktävling anordnad av Süddeutscher Rundfunk och vann tredje pris. När han kom hem från prisutdelningen, låg där ett telegram från Hans Werner Richter där han bjöds in till ett möte i Berlin med Gruppe 47. Uppläsningen hade väckt Walter Höllerers intresse, vilket resulterade i att förlaget Luchterhand 1956 gav ut hans första bok Die Vorzüge der Windhühner. Den sålde emellertid i endast 700 exemplar under de första åren, trots att kritiken varit tämligen positiv.
Gleisdreieck utkom 1960 och innehåller 55 dikter samt är illustrerad med stora dystra kolteckningar. Här berättas om Berlin och Grass blandar delvis absurda fraser, ondska och sadism. Nästa diktsamling, Ausgefragt (1967), behandlar biografiska och politiska frågeställningar. Grass diktar om sina personliga erfarenheter och bearbetar erfarenheterna av valrörelsen 1965, då han kampanjade för SPD och Willy Brandt. Jämte mindre betydande alster, såsom Liebe geprüft, och några band med valda verk, utkom 1983 Ach Butt, dein Märchen geht böse aus. Här har i huvudsak dikterna ut romanerna Flundran och Råttinnan samlats. Grass dikter är realistiskt präglade och ofta kryddade med typiskt skarp ironi.
Publiceringen den 4 april 2012 av dikten Was gesagt werden muss (Vad som måste sägas) på bland annat Frankfurter Allgemeine Zeitungs webbsida — i vilken Grass påstår att kärnvapenmakten Israel äventyrar den redan sköra världsfreden (Die Atommacht Israel gefährdet den ohnehin brüchigen Weltfrieden) — utlöste en häftig kulturdebatt både i Tyskland och internationellt samt medförde kraftfulla politiska reaktioner, framför allt från den israeliska regeringens sida. I ett uttalande den 5 april 2012 betecknade Israels statsminister Benjamin Netanyahu dikten som en pinsam jämförelse; den 8 april 2012 förklarades Grass av Israels inrikesminister Eli Yishai som icke-önskvärd person i Israel.

### Grass som moralist och politiskt aktiv intellektuell

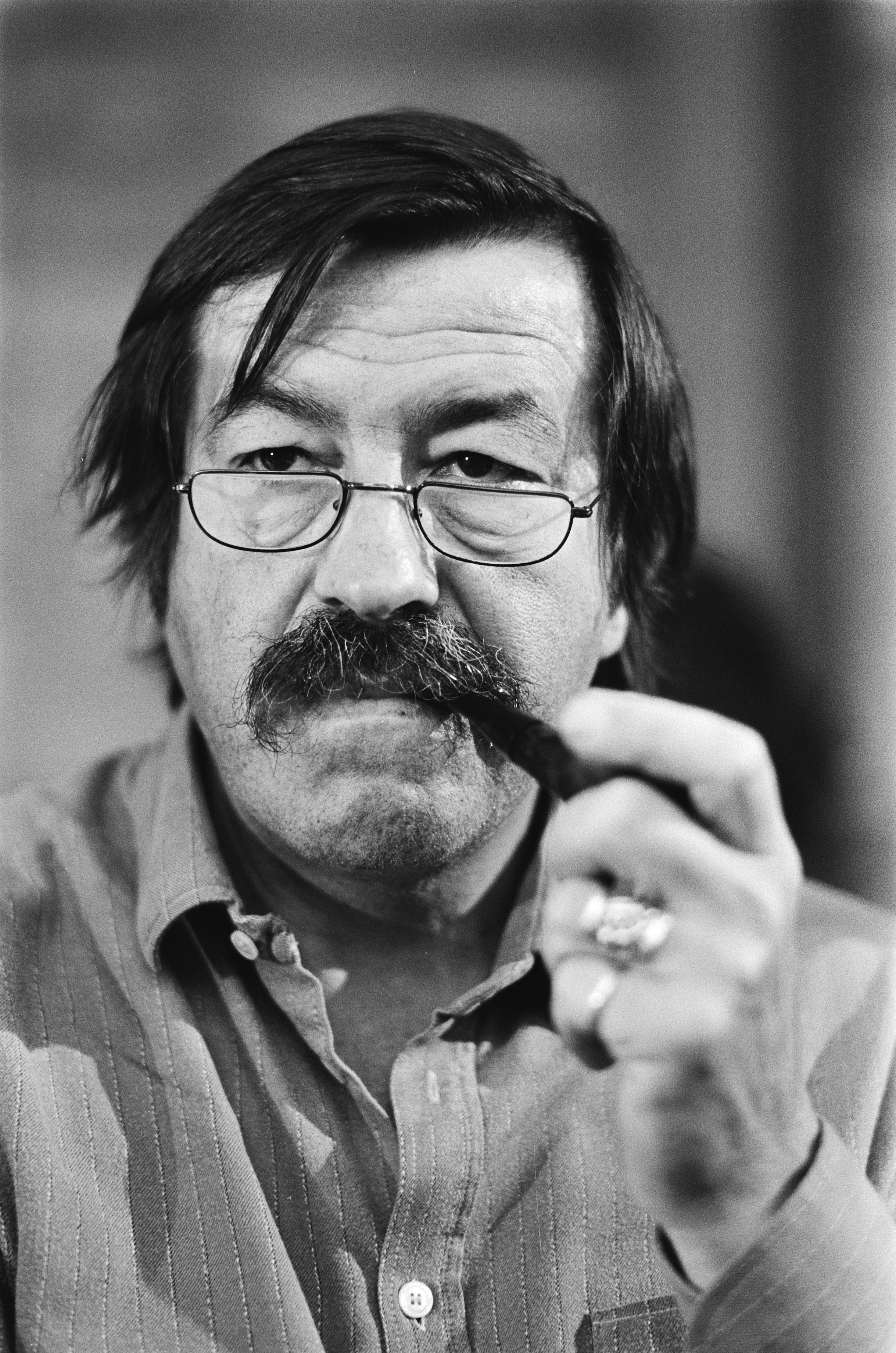
Günter Grass 1982.

Också utöver skriftställarskapet har Grass varit politiskt aktiv och ofta kommenterat dagspolitiska händelser. Han utnyttjade sin populära anarkistiska framtoning till att kampanja för SPD. Själv är han starkt influerad av Kurt Schumachers tal 1947–1950. Hans politiska ståndpunkt ligger ”någonstans till vänster om mitten”. Han välkomnade Gerhard Schröders röd-gröna regering 1998. Själv säger han att han alltid varit politisk, något som också framgår av Danzigtrilogin. 
I valkampanjen 1961 stödde han Willy Brandt genom att redigera dennes tal. I nästa valkampanj, 1965, talade Grass i 50 städer på temat ”Vad valet gäller”. Hans politiska målsättning kan brytas ner i många små krav, som exempelvis avskaffande av femprocentspärren vid val till politiska församlingar. När CDU återkom till makten, blev Grass allt mera politiker. I december 1966 kritiserade han valet av Kurt Georg Kiesinger till förbundskansler, med orden: ”Hur skulle vi, de torterade och mördade motståndskämparna, hur skulle vi, de döda i Auschwitz och Treblinka tänka, om ni, medlöparen, skulle våga att idag bestämma politikens inriktning?” Grass utvecklade senare sin kritik i boken Lokalbedövad (Örtlich betäubt), 1969.
I valrörelsen 1969 reste han 31 000 km genom Västtyskland och höll 94 tal till stöd för den nyvalde förbundskanslern Willy Brandt. I En snigels dagbok berättar Grass om hur han själv upplevt valrörelser och politik. När Brandt på grund av en spionaffär våren 1974 blev tvungen att avgå, uttalade Grass offentligt den besvikelse och vrede han kände inför sin ”politiske lärare”. Grass gick inte med i det socialdemokratiska partiet förrän 1982. Tio år senare lämnade han partiet i protest mot dess flyktingpolitik.
I maj år 1985 besökte den dåvarande förbundkanslern Helmut Kohl och USA:s dåvarande president Ronald Reagan gemensamt en krigskyrkogård i Bitburg i Rheinland-Pfalz. Grass tog tydligt avstånd från detta och förebrådde Kohl att han trivialiserade historien och använde okunskap som försvar. Okunskap frikänner ingen och alla visste, kunde vetat, borde ha vetat att det fanns koncentrationsläger. På krigskyrkogården vilade reguljära tyska och amerikanska, men också 49 Waffen-SS-soldater, varav 32 var under 25 år då de stupade. (Jämför också Grass personliga dilemma omnämnt i nästa avsnitt.)
Grass yttrade sig 2006 över de muslimska reaktionerna på Muhammedbilderna i Jyllands-Posten i danska och franska tidningar, vilka han betraktade som en medveten provokation och ifrågasatte var väst får den arrogans ifrån, som gör att man vill bestämma vad som är tillåtet och inte. För detta blev han kritiserad.
Pressens monopolisering är ett brott mot författningen, som Grass ser ”dagligen i tidningkiosken”. De koncerner som behärskar tidningsmarknaden tillåter nämligen inte någon pluralism av åsikter.

### Grass i Waffen-SS
Efter erkännandet i augusti 2006 att han, vid 17 års ålder som inkallad under andra världskriget, tjänstgjorde som stridsvagnsskytt i Waffen-SS 10:e pansardivision Frundsberg började en omfattande debatt om Grass roll som moralist i efterkrigstidens Tyskland. Grass själv hävdade att han hade sett på Waffen-SS ”som en elitenhet” och att ”dubbelrunan på uniformskragen” inte hade ”väckt anstöt” hos honom. Under sin tid i Waffen-SS deltog han, enligt egen uppgift, inte i några krigsförbrytelser och avlossade inte heller ett enda skott.
Redan tjugo år före offentliggörandet skulle Grass ha berättat om sin tid i Waffen-SS för flera författarkollegor, bland annat den österrikiske poeten, författaren och regissören Robert Schindel och den österrikiske dramatikern Peter Turrini, båda födda 1944.
I reaktionerna på Grass uttalande fanns det många både kritiska och milda kommentarer. Charlotte Knobloch (president för Judiska centralrådet i Tyskland) betraktade Grass uttalande som en PR-kupp och sa: ”Det faktum att denna senkomna bekännelse kommer så nära inpå utgivningen av hans nästa bok, leder till antagandet, att det handlar om PR och marknadsföring av boken.” Journalisten och Hitler-biografen Joachim Fest sade sig inte förstå ”hur någon under 60 års tid kan upphöja sig till nationens dåliga samvete, just i frågor rörande nazismen, för att sedan erkänna att han själv varit djupt insyltad”. Klaus Staeck (president för Konstakademin i Berlin) yttrade däremot att det konstnärliga verket och även hans politiska och moraliska integritet står utom tvivel också efter erkännandet.
Det restes också krav på att utmärkelser skulle lämnas tillbaka. Den polske politikern Lech Wałęsa krävde att Grass skulle avsäga sig sitt hedersmedborgarskap i staden Gdańsk. CDU-politikerna Wolfgang Börnsen och Philipp Mißfelder uppmanade Grass att lämna tillbaka sitt nobelpris. Efter en ångerfull skrivelse till staden Gdańsk och Lech Wałęsas godtagande av Grass ånger, så ebbade diskussionen om hedersmedborgarskapet ut och Wałęsa tog tillbaka sin kritik. I en opinionundersökning i augusti 2006 uttalade sig två tredjedelar av Gdańsks invånare emot att ta ifrån Grass hans hedersmedborgarskap. Gdańsks borgmästare Pawel Adamowicz uttalade, att Grass senkomna bekännelse inte förändrade kvaliteten på hans litteratur eller hans förtjänster i frågan om de tysk-polska försoningssträvandena. Svenska Akademien meddelade att ett återtagande av nobelpriset var uteslutet.
I november 2007 inlämnade Grass genom sin advokat en klagan mot förlagsgruppen Random House, till vilket Goldman Verlag hör. Grass ville att domstolen skulle förbjuda förlaget att utge en ny upplaga av Michael Jürgs Grass-biografi vari det står att Grass frivilligt anmälde sig till Waffen-SS. I en förlikning förpliktade sig Jürgs, att i en eventuell ny upplaga ändra den omstridda formuleringen, så att det framgår att Grass i sin självbiografi skriver att han blev inkallad till Waffen-SS.

## Priser och utmärkelser
Förutom nobelpriset i litteratur 1999 har Grass fått många andra utmärkelser.
- Gruppe 47:s litteraturpris 1958
- Deutsche Kritikerpreis 1960
- Georg Büchner-priset 1965
- Carl-von-Ossietzky-Medaille 1967
- Fontane-Preis 1968
- Theodor-Heuss-Preis 1969
- Hedersmedborgare i staden Gdańsk 1993 och hedersdoktor vid dess universitet.
- Großen Literaturpreis Bayerische Akademie der Schönen Künste 1994
- Hermann-Kesten-Medaille 1995
- Thomas-Mann-Preis Stadt Lübeck 1996
- Samuel-Bogumil-Linde-Preis 1996
- Nobelpriset i litteratur 1999
- Prinz-von-Asturien-Preis für Geisteswissenschaften und Literatur 1999
- Hedersdoktor vid Freie Universität Berlin 2005
- Ernst-Toller-Preis 2007
- I Gdańsk öppnades 2009 ett Günter-Grass-Museum
- Asteroiden 11496 Grass[34]

### Romaner och noveller
- Danzig-trilogin
  - Die Blechtrommel. Roman. 1959
    - Blecktrumman. Övers. av Nils Holmberg. 1961

  - Katz und Maus. Novelle. 1961
    - Katt och råtta. Övers. av John W. Walldén. 1962.

  - Hundejahre. Roman. 1963
    - Hundår. Övers. av Lars W Freij. 1965.
- Örtlich betäubt. Roman. 1969
  - Lokalbedövad : roman. Övers. av Ingrid Rüegger, Eva Liljegren. 1970.
- Aus dem Tagebuch einer Schnecke. Roman. 1972
  - Ur en snigels dagbok. Granskad av Ruth Fröland ; Övers. av Eva Liljegren. 1973.
- Der Butt. Roman. Luchterhand. 1977
  - Flundran. Övers. av Eva Liljegren. 1978.
- Das Treffen in Telgte. Erzählung. 1979
  - Mötet i Telgte : en berättelse. Övers. av Eva Liljegren. 1980.
- Kopfgeburten oder Die Deutschen sterben aus. Erzählung. 1980
  - Tankefoster eller Tyskarna dör ut. Övers. av Eva Liljegren. 1981.
- Die Rättin. Roman. 1986
  - Råttinnan. Övers. av Eva Liljegren. 1987.
- Unkenrufe. Erzählung. 1992
  - Klockgrodans varningsrop : en berättelse. Övers. av Eva Liljegren. 1992.
- Ein weites Feld. Roman. 1995
  - En invecklad historia. Övers. av Lars W. Freij. 1997.
- Mein Jahrhundert. Roman. 1999
  - Mitt århundrade. Övers. av Lars W. Freij. 2000.
- Im Krebsgang. Novelle. 2002
  - Krabbans gång : en novell. Övers. av Lars W. Freij
- Beim Häuten der Zwiebel. Erinnerungen. 2006
  - När man skalar lök. Övers: Lars W. Freij. 2007.
- Die Box. Roman. 2008
  - Lådan. Övers: Lars W. Freij. 2011.
- Unterwegs von Deutschland nach Deutschland. Tagebuch 1990. 2009
- Grimms Wörter. Eine Liebeserklärung. 2010

### Dramatik
- Die bösen Köche. Ein Drama. 1956
- Hochwasser. Ein Stück in zwei Akten 1957
- Onkel, Onkel. Ein Spiel in vier Akten. 1958
- Die Plebejer proben den Aufstand. Ein deutsches Trauerspiel 1966
  - Plebejerna repeterar upproret : Ett tyskt sorgespel. I tolkning av Per Erik Wahlund. 1967.

### Lyrik
- Die Vorzüge der Windhühner 1956
- Gleisdreieck 1960
- Ausgefragt 1967
- Gesammelte Gedichte 1971
- Letzte Tänze 2003
- Lyrische Beute 2004
- Dummer August 2007
  - Mässingsmusik : dikter. Övers: Lasse Söderberg i samråd med Irmgard Pingel ; tolv illustrationer: Erling Öhrnell. 2001. (Moderna klassiker, [ISSN: 99-2335830-5 ;] Nr 2) – Övers. av valda dikter.

### Grafik och skulptur
- Der Butt, Skulptur i Sonderburgs hamn, Danmark
- Günter Grass : grafik 1972-1979 : Nationalmuseum 7.4–6.5 1979. (Nationalmusei utställningskatalog, 0585-3222 ; 420)
- Zeichnungen und Schreiben. Das bildnerische Werk des Schriftstellers Günter Grass. Band I: Zeichnungen und Texte 1954–1977. Hrsg. von Anselm Dreher. 1982
- Zeichnungen und Schreiben II. Radierungen und Texte 1972-1982. Hrsg. von Anselm Dreher. 1984
- In Kupfer, auf Stein. Die Radierungen und Lithographien 1972-1986. 1986
- Graphik und Plastik. Bearbeitet von Werner Timm. 1987. – Utställningskatalog
- Hundert Zeichnungen 1955–1987. Ausstellungskatalog der Kunsthalle Kiel. Hrsg. von Jens Christian Jensen. 1987

### Övrigt
- Briefe über die Grenze. [Mit Pavel Kohout] Versuch eines Ost-West-Dialogs. 1968
- Über das Selbstverständliche. Reden – Aufsätze – Offene Briefe – Kommentare. 1968
- Die Vogelscheuchen. Ballettlibretto. 1970
- Der Bürger und seine Stimme. Reden Aufsätze Kommentare. 1974
- Denkzettel. Politische Reden und Aufsätze 1965–1976. 1978
- Widerstand lernen. Politische Gegenreden 1980–1983. 1984
- Zunge zeigen. Ein Tagebuch in Zeichnungen. 1988
  - Räcka ut tungan. Övers. av Eva Liljegren. 1990.
- Rede vom Verlust. Über den Niedergang der politischen Kultur im geeinten Deutschland. 1992
- Ein Schnäppchen namens DDR. Letzte Reden vorm Glockengeleut. 1993
- Rede über den Standort. 1997
- Zeit, sich einzumischen. Die Kontroverse um Günter Grass und die Laudatio auf Yasar Kemal in der Paulskirche. 1998
- Vom Abenteuer der Aufklärung. Werkstattgespräche mit Harro Zimmermann. 1999
- Günter Grass – Helen Wolff. Briefe 1959–1994. 2003
- Hans Christian Andersens Märchen – gesehen von Günter Grass. 2005
- Uwe Johnson – Anna Grass – Günter Grass. Der Briefwechsel 1961–1984. 2007
  - Mitt Japan, mitt Tyskland : [en brevväxling om andra världskriget, fascismen, lydnaden och demokratin] / Günter Grass, Kenzaburo Oe ; övers: Per Landin ; förord: Wilhelm Agrell. 1995.

### Film
- Die Blechtrommel (Film)|Die Blechtrommel. Spelfilm, Västtyskland, Polen, Frankrike, Jugoslavien, 1980, 142 min., Regi: Volker Schlöndorff, i rollerna: Mario Adorf som Alfred Matzerath, Angela Winkler som Agnes Matzerath, David Bennent som Oskar, Katharina Thalbach som Maria Matzerath
- Katz und Maus, Spelfilm, Västtyskland, 1967, 88 min., Regi: Hansjürgen Pohland, bland annat med Wolfgang Neuss som Pilenz
- Die Rättin. Spelfilm för tv, Västtyskland, 87 min., Regi: Martin Buchhorn, Första utsändning: ARD, 14 oktober 1997, bl.a. med Matthias Habich som Markus Frank
- Unkenrufe. Spelfilm, Västtyskland, Polen, 2005, 98 min., Regi: Robert Glinski, Unkenrufe på Internet Movie Database (engelska)